# Victor Billiet
Pour les articles homonymes, voir Billiet.
 Victor Joseph Ghislain Billiet , né à Rochefort (Belgique), le 6 août 1915 et y décédé le 9 mai 2000, est un homme politique belge francophone libéral.
Il fut professeur d'athénée.
Il fut conseiller communal (1946) et bourgmestre de Rochefort (Belgique), membre du parlement et conseiller provincial de la province de Namur.
De 1954 à 1958, il fut conseiller provincial et de 1965 à 1971 il fut sénateur provincial libéral pour la province de Namur.

## Littérature
- Paul Van Molle, Le Parlement Belge, 1894-1972, Anvers, 1972
- (nl) R. Devuldere, Biografisch repertorium der Belgische parlementairen, senatoren en volksvertegenwoordigers 1830 tot 1.8.1965, Gand, R.U.G., thèse de licence en histoire inédite, 1965.